# Birodalmi alakulat
A Birodalmi alakulat (eredeti cím: Kingdom Force) 2019 és 2020 között vetített kanadai 3D-s számítógépes animációs kaland-akciófilm sorozat, amelyet Matt Fernandes alkotott.
A Producere Heather Wilson. A rendezői Chad Hicks és Michael Helmer. A forgatókönyvírói Craig Martin és Matthew Fernandes. A zeneszerzője Lorenzo Castelli. A sorozat az Industrial Brothers és a Boat Rocker Studios gyártásában készült, forgalmazója a Boat Rocker Studios.
Kanadában 2019. december 7-én mutatta be a CBC Kids. Magyarországon 2020. szeptember 2-tól mutatta be a Boomerang

## Szereplők
| Eredeti hang     | Szereplő            | Magyar hang                                   |
| ---------------- | ------------------- | --------------------------------------------- |
| Bobby Knauff     | Luka                | Baráth István                                 |
| Tyler Nathan     | Jabari              | Gáll Dávid                                    |
| Mark Edwards     | TJ                  | Markovics Tamás                               |
| Julie Sype       | Dalilah             | Kelemen Kata                                  |
| Dwayne Hill      | Norvyn              | Bognár Tamás                                  |
| Dwayne Hill      | Dr. Sabre           | Kassai Károly                                 |
| Jane Spence      | Sprocket            | Csifó Dorina                                  |
| Katie Griffin    | Liberty Lomposfarok | Szabó Zselyke                                 |
| Brad Adamson     | Dunbit professzor   | Vida Péter                                    |
| Megan Fahlenbock | Mittens McGuirk     | Ősi Ildikó                                    |
| Jeff Lumby       | Polgármester        | Bácskai János (1. hang) Orbán Gábor (2. hang) |
| Nicki Burke      | Enyves Fernandez    | Nádasi Veronika                               |
| Danny Smith      | Max Hangerő         | Szabó Máté                                    |
| Michaela Mar     | Daisy               | Laudon Andrea                                 |

### Magyar változat
- Bemondó: Endrédi Máté
- Magyar szöveg: Horváth Anikó
- Hangmérnök: Császár-Bíró Szabolcs
- Vágó: Csabai Dániel
- Gyártásvezető: Bogdán Anikó
- Szinkronrendező: Faragó József
- Produkciós vezető: Marjay Szabina
- További magyar hangok: Seder Gábor

A szinkront az SDI Media Hungary készítette

## Epizódok
| Évad | Évad | Epizód | Amerikai sugárzás | Amerikai sugárzás   | Amerikai adó | Magyar sugárzás     | Magyar sugárzás | Magyar adó |
| Évad | Évad | Epizód | Évadpremier       | Évadfinálé          | Amerikai adó | Évadpremier         | Évadfinálé      | Magyar adó |
| ---- | ---- | ------ | ----------------- | ------------------- | ------------ | ------------------- | --------------- | ---------- |
|      | 1    | TBA    | 2019. december 7. | 2020. szeptember 9. | CBC Kids     | 2020. szeptember 2. | TBA             |            |

## 1. évad (2019-)
| #   | #   | Eredeti cím                              | Magyar cím                              | Rendezte                     | Írta                      | Eredeti premier     | Magyar premier       |
| --- | --- | ---------------------------------------- | --------------------------------------- | ---------------------------- | ------------------------- | ------------------- | -------------------- |
| 1.  | 1.  | Origins                                  | A kezdetek                              | Chad Hicks                   | Craig Martin              | 2019. december 7.   | 2020. szeptember 2.  |
| 1.  | 1.  | Origins II                               | A kezdetek – 2. rész                    | Chad Hicks                   | Craig Martin              | 2019. december 7.   | 2020. szeptember 2.  |
| 2.  | 2.  | Runaway Train                            | Szökevény vonat                         | Chad Hicks                   | Scott Albert              | 2019. december 14.  | 2020. szeptember 3.  |
| 2.  | 2.  | Forecast Chaos                           | Előrejelzés: káosz                      | Chad Hicks                   | Craig Martin              | 2019. december 14.  | 2020. szeptember 4.  |
| 3.  | 3.  | Fire on Wolf Mountain                    | Tűz a Farkas-hegyen                     | Chad Hicks                   | Scott Albert              | 2019. december 21.  | 2020. szeptember 5.  |
| 3.  | 3.  | Go with the Floe                         | Úszó jégtábla                           | Chad Hicks                   | Craig Martin              | 2019. december 21.  | 2020. szeptember 6.  |
| 4.  | 4.  | Sinkhole or Swim                         | A víznyelő                              | Chad Hicks                   | Ben Joseph                | 2019. december 28.  | 2020. szeptember 7.  |
| 4.  | 4.  | Drop it Like it's Hot                    | Vigyázat, forró!                        | Chad Hicks                   | Scott Albert              | 2019. december 28.  | 2020. szeptember 8.  |
| 5.  | 5.  | Danger in Grizzly Valley                 | Veszély a Medve-völgyben                | Chad Hicks                   | Alan Gregg                | 2020. január 4.     | 2020. szeptember 9.  |
| 5.  | 5.  | Gondola with the Wind                    | Sífelvonó a bajban                      | Chad Hicks                   | Craig Martin              | 2020. január 4.     | 2020. szeptember 10. |
| 6.  | 6.  | Bee Yourself                             | Légy önmagad!                           | Chad Hicks                   | Ben Joseph                | 2020. január 11.    | 2020. szeptember 12. |
| 6.  | 6.  | Creepy Crawlers                          | Lánctalpas-lopás                        | Chad Hicks                   | Craig Martin              | 2020. január 11.    | 2020. szeptember 12. |
| 7.  | 7.  | We Be Jammin                             | Egytálétel                              | Chad Hicks                   | Craig Martin              | 2020. január 18.    | 2020. szeptember 11. |
| 7.  | 7.  | Dog Daze                                 | Lazulás                                 | Chad Hicks                   | Craig Martin              | 2020. január 18.    | 2020. november 16.   |
| 8.  | 8.  | Can You Dig It?                          | A nagy ásónap                           | Chad Hicks                   | Craig Martin              | 2020. január 25.    | 2020. november 17.   |
| 8.  | 8.  | Howl-o-Ween                              | Vonyító nap                             | Chad Hicks                   | Phil Ivanusic             | 2020. január 25.    | 2020. november 18.   |
| 9.  | 9.  | Funbit-9000                              | Funbit-9000                             | Chad Hicks                   | Craig Martin              | 2020. február 1.    | 2020. november 19.   |
| 9.  | 9.  | Iron Ape                                 | Vasmajom                                | Chad Hicks                   | Amy Brown                 | 2020. február 1.    | 2020. november 20.   |
| 10. | 10. | Ruin of Zoom                             | Zoom romjai                             | Chad Hicks                   | Ben Joseph                | 2020. február 8.    | 2020. november 21.   |
| 10. | 10. | Night Birds                              | Éjszakai madarak                        | Chad Hicks                   | Craig Martin              | 2020. február 8.    | 2020. november 22.   |
| 11. | 11. | Mad Max Volume                           | Őrült hangerő                           | Chad Hicks és Michael Helmer | Sean Jara                 | 2020. február 15.   |                      |
| 11. | 11. | Big Cat Blues                            | Nagymacska Blues                        | Chad Hicks                   | Alex Ganetakos            | 2020. február 15.   |                      |
| 12. | 12. | Stink 'Em Up                             | Szimatold ki!                           | Chad Hicks és Michael Helmer | Phil Ivanusic             | 2020. február 22.   |                      |
| 12. | 12. | The Night Beast of Gorilla Gulch         | A Gorilla-szurdok éji réme              | Chad Hicks és Michael Helmer | Craig Martin              | 2020. február 22.   |                      |
| 13. | 13. | Free Prize in Every Box                  | Ajándék minden dobozban                 | Chad Hicks és Michael Helmer | Grant Suave               | 2020. február 29.   |                      |
| 13. | 13. | Sloppy Jalopi                            | Gondatlan Jalopi                        | Chad Hicks és Michael Helmer | Craig Martin              | 2020. február 29.   |                      |
| 14. | 14. | Full Moon Fever                          | Telihold láz                            | Chad Hicks és Michael Helmer | Craig Martin              | 2020. április 4.    | 2020. november 23.   |
| 14. | 14. | Super Jalopi!                            | Szuper Jalopi!                          | Chad Hicks és Michael Helmer | Dan Smith                 | 2020. április 4.    | 2020. november 24.   |
| 15. | 15. | Hello Dolly                              | Hello baba                              | Chad Hicks és Michael Helmer | Ben Joseph                | 2020. április 11.   | 2020. november 25.   |
| 15. | 15. | Say Yes to the Mess                      | Mondj igent a káoszra                   | Chad Hicks és Michael Helmer | Evan Thaler Hickey        | 2020. április 11.   | 2020. november 26.   |
| 16. | 16. | Snowballs of Fury                        | Hatalmas hógolyó                        | Chad Hicks és Michael Helmer | Craig Martin              | 2020. május 2.      | 2020. november 27.   |
| 16. | 16. | Cat Me if You Can                        | Cicc el, ha tudsz                       | Chad Hicks és Michael Helmer | Jocelyn Geddie            | 2020. május 2.      | 2020. november 28.   |
| 17. | 17. | Ready, Set, Slow!                        | Vigyázz, kész, lassíts!                 | Chad Hicks és Michael Helmer | Scott McGuirk             | 2020. május 16.     |                      |
| 17. | 17. | Ground Breakin', Earth Shakin', No Fakin | Égszakadás, földindulás, nincs kamuzás! | Chad Hicks és Michael Helmer | Evan Thaler Hickey        | 2020. május 16.     |                      |
| 18. | 18. | Control Yourself                         | Fogd vissza magad!                      | Chad Hicks és Michael Helmer | Ben Joseph                | 2020. május 30.     |                      |
| 18. | 18. | Codes of Trouble                         | Rombolásra programozva                  | Chad Hicks és Michael Helmer | Craig Martin              | 2020. május 30.     |                      |
| 19. | 19. | Chill or Be Chilled                      | Heves havas                             | Chad Hicks és Michael Helmer | Evan Thaler Hickey        | 2020. június 13.    |                      |
| 19. | 19. | Gimme a Break                            | Tartsunk szünetet!                      | Chad Hicks és Michael Helmer | Craig Martin              | 2020. június 13.    |                      |
| 20. | 20. | Under Pressure                           | Nyomás alatt                            | Chad Hicks és Michael Helmer | Grant Suavé               | 2020. június 27.    |                      |
| 20. | 20. | License to Drill                         | Fúró jogsi                              | Chad Hicks és Michael Helmer | Ben Joseph                | 2020. június 27.    |                      |
| 21. | 21. | Norvyn Not-So-Big                        | Ici-pici Norvyn                         | Chad Hicks és Michael Helmer | Craig Martin              | 2020. július 11.    |                      |
| 21. | 21. | Skate Expectations                       | Gördeszka elvárások                     | Chad Hicks és Michael Helmer | Caitlin Langelier         | 2020. július 11.    |                      |
| 22. | 22. | Moustivus                                | Egérfogócska                            | Chad Hicks és Michael Helmer | Scott McGuirk             | 2020. július 25.    |                      |
| 22. | 22. | Outfoxed                                 | Kijátszva                               | Chad Hicks és Michael Helmer | Craig Martin              | 2020. július 25.    |                      |
| 23. | 23. | Burden of Tooth                          | Fájós fog                               | Chad Hicks és Michael Helmer | Evan Thaler Hickey        | 2020. augusztus 8.  |                      |
| 23. | 23. | Alpha-Magnet                             | Alpha-Mágnes                            | Chad Hicks és Michael Helmer | Evan Thaler Hickey        | 2020. augusztus 8.  |                      |
| 24. | 24. | Fleas and Thank You                      | Bolhaszezon                             | Chad Hicks és Michael Helmer | Evan Thaler Hickey        | 2020. augusztus 22. |                      |
| 24. | 24. | Cold Comfort                             | Hideg kényelem                          | Chad Hicks és Michael Helmer | Scott McGuirk             | 2020. augusztus 22. |                      |
| 25. | 25. | Growing, Growing, Gone                   | Nagyobbra, nagyobbra... És elég         | Chad Hicks és Michael Helmer | Craig Martin              | 2020. augusztus 29. |                      |
| 25. | 25. | Ain’t No Level High Enough               | Nincs elég magas szint                  | Chad Hicks és Michael Helmer | Caitlin Langelier         | 2020. augusztus 29. |                      |
| 26. | 26. | See Cat Run                              | Menekülj, Jabari!                       | Chad Hicks és Michael Helmer | Amy Brown és Craig Martin | 2020. szeptember 9. |                      |
| 26. | 26. | Throw Norvyn From The Train              | Dobjuk ki Norvynt a vonatból            | Chad Hicks és Michael Helmer | Craig Martin              | 2020. szeptember 9. |                      |